# Vera Jürgens
Vera Jürgens (ur. 5 września 1969 w Starej Zagorze jako Wera Pejczewa, bułg. Вера Пейчева) – niemiecka szachistka pochodzenia bułgarskiego, arcymistrzyni od 1993 roku. W czasie swojej kariery występowała również pod nazwiskiem Pejczewa-Jürgens.

## Kariera szachowa
W 1987 zdobyła Sofii tytuł wicemistrzyni Bułgarii, w 1989 zajęła III m. (za Swietłaną Matwiejewą i Swietłaną Korkiną) w rozegranych w Straszęcinie mistrzostwach Europy juniorek do 20 lat oraz zajęła II m. (za Swietłaną Prudnikową) w turnieju Acropolis w Atenach. Kolejny sukces odniosła w 1990, w którym zdobyła złoty medal indywidualnych mistrzostw Bułgarii. W tym samym roku reprezentowała swój kraj na olimpiadzie w Nowym Sadzie, gdzie bułgarskie szachistki zajęły IV miejsce.
W 1991 zamieszkała w Niemczech i od 1992 reprezentuje ten kraj na arenie międzynarodowej. W 1992 podzieliła II m. (za Margaritą Wojską, wspólnie z Gundulą Heinatz) w Dreźnie. W następnym roku odniosła jeden z największych sukcesów w karierze, wygrywając turniej strefowy (eliminację mistrzostw świata) w Grazu i awansując do rozegranego w tym samym roku w Dżakarcie turnieju międzystrefowego, w którym nie osiągnęła jednak sukcesu (podzieliła 30–35 m. w stawce 39 zawodniczek). W kolejnych latach w znacznym stopniu ograniczyła międzynarodowe starty, występując przede wszystkim w rozgrywkach niemieckiej Bundesligi.
W 2006 wystąpiła w narodowej drużynie na olimpiadzie w Turynie, natomiast w 2007 zdobyła tytuł mistrzyni Niemiec w szachach szybkich.
Najwyższy ranking w dotychczasowej karierze osiągnęła 1 lipca 1993, z wynikiem 2350 punktów zajmowała wówczas pierwsze miejsce wśród niemieckich szachistek.

## Życie prywatne
Siostra Very Jürgens, Jewgienija, jest również znaną zawodniczką, mistrzynią międzynarodową oraz czołową szachistką Danii.